# 永春文庙
永春文庙，位于中国福建省泉州市永春县桃城镇桃城路40号，宋庆历年间（1041—1048年）始建，清乾隆五十年（1785年）重建。坐北朝南。占地面积3000多平方米。由照墙、棂星门、泮池、戟门、甬道、两庑、月台、大成殿等组成。大成殿重檐歇山顶，抬梁、穿斗式木构架。面阔、进深均三间，四周置回廊。殿前4根檐柱为石雕龙柱。2005年5月11日公布为第六批福建省文物保护单位。2019年10月7日公布为第八批全国重点文物保护单位。

## 图集

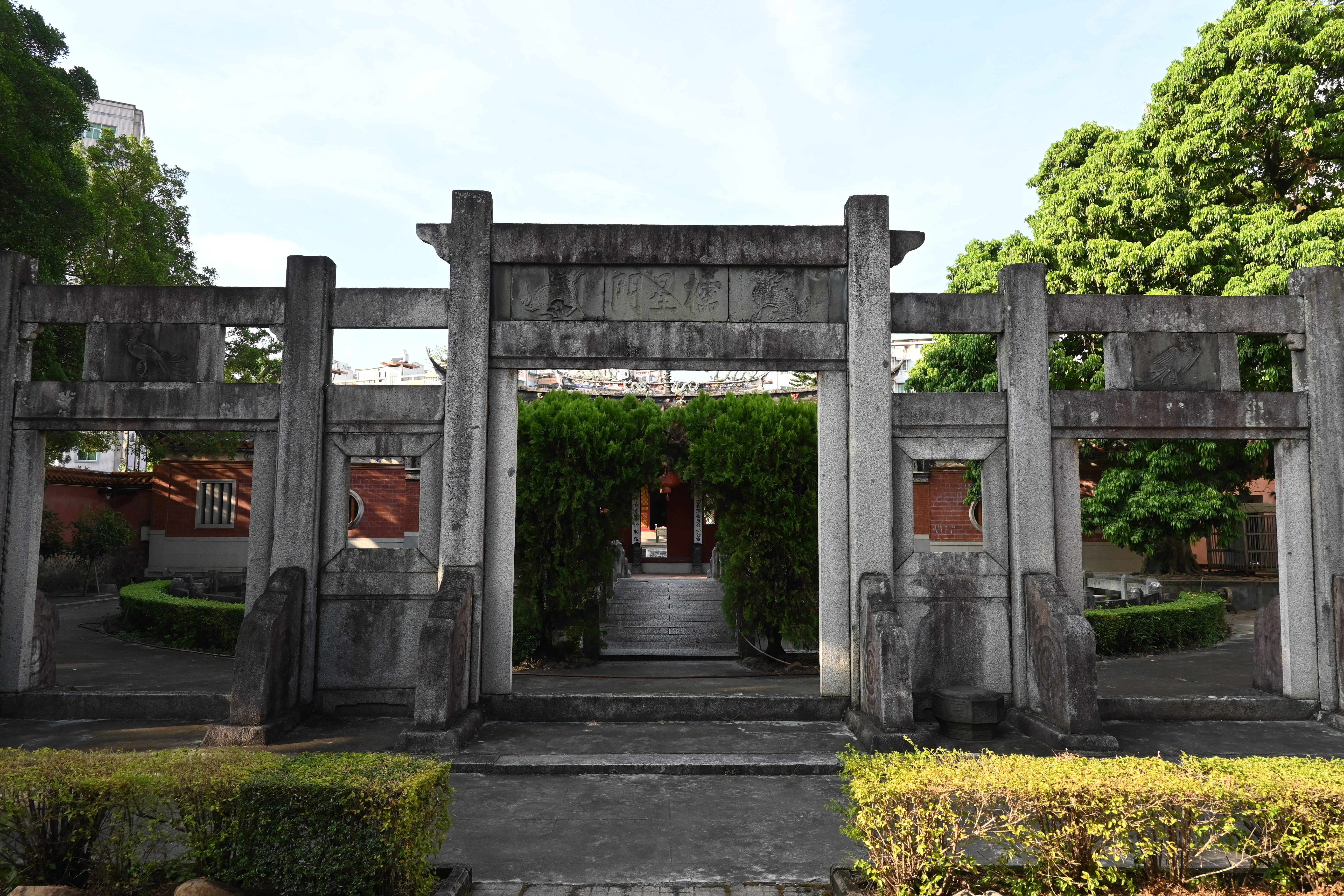
棂星门
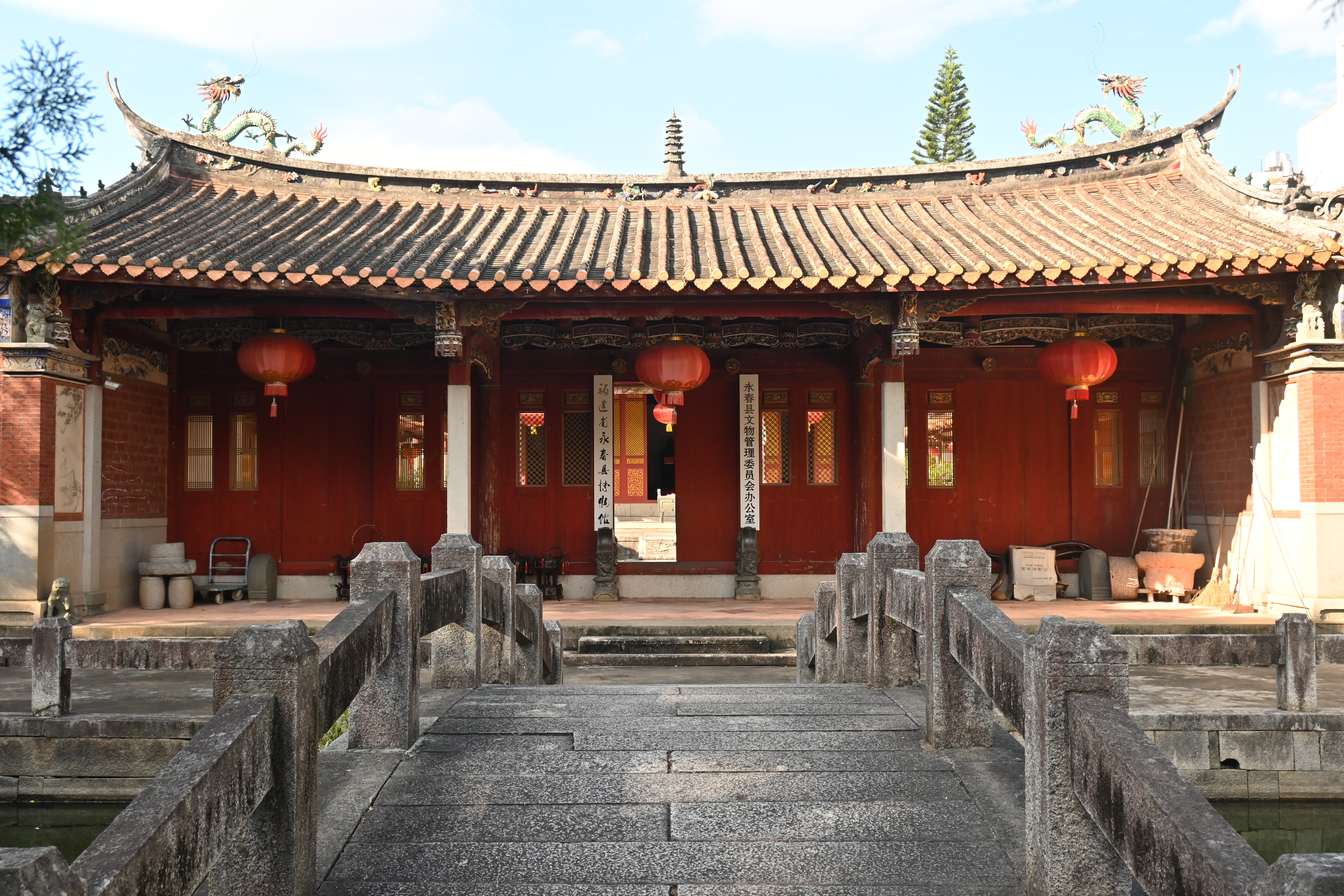
戟门
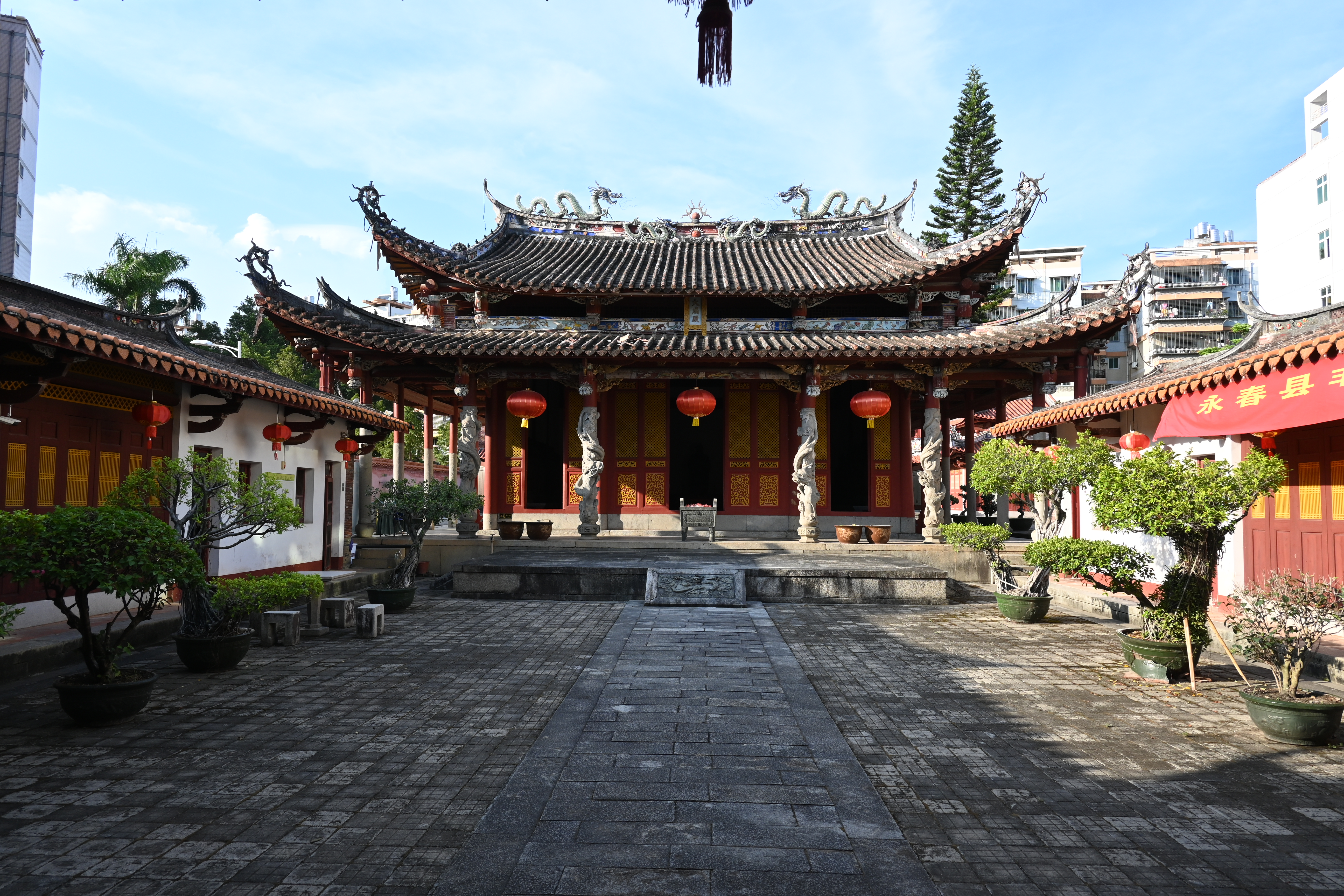
大成殿